# Фейрділінг (Міссурі)
Фейрділінг (англ. Fairdealing) — переписна місцевість (CDP) в США, в окрузі Ріплі штату Міссурі. Населення — 543 особи (2020).

## Географія
Фейрділінг розташований за координатами 36°39′47″ пн. ш. 90°36′16″ зх. д. / 36.66306° пн. ш. 90.60444° зх. д. (36.663114, -90.604491).  За даними Бюро перепису населення США в 2010 році переписна місцевість мала площу 14,88 км², з яких 14,85 км² — суходіл та 0,02 км² — водойми.

## Демографія
Згідно з переписом 2010 року, у переписній місцевості мешкало 676 осіб у 272 домогосподарствах у складі 192 родин. Густота населення становила 45 осіб/км².  Було 307 помешкань (21/км²).
Расовий склад населення:
| - 97,8 % — білих - 0,3 % — корінних американців - 0,3 % — чорних або афроамериканців - 0,1 % — азіатів |

До двох чи більше рас належало 1,5 %. Частка іспаномовних становила 0,1 % від усіх жителів.
За віковим діапазоном населення розподілялося таким чином: 22,9 % — особи молодші 18 років, 63,5 % — особи у віці 18—64 років, 13,6 % — особи у віці 65 років та старші. Медіана віку мешканця становила 37,8 року. На 100 осіб жіночої статі у переписній місцевості припадало 107,4 чоловіків;  на 100 жінок у віці від 18 років та старших — 102,7 чоловіків також старших 18 років.
Середній дохід на одне домашнє господарство  становив 70 185 доларів США (медіана — 55 323), а середній дохід на одну сім'ю — 75 571 долар (медіана — 56 401). За межею бідності перебувало 9,3 % осіб, у тому числі 13,8 % дітей у віці до 18 років та 0,0 % осіб у віці 65 років та старших.
Цивільне працевлаштоване населення становило 658 осіб. Основні галузі зайнятості: освіта, охорона здоров'я та соціальна допомога — 22,5 %, транспорт — 14,1 %, публічна адміністрація — 12,9 %.